# Eruptiv veränderlicher Stern
Der Lichtwechsel eruptiv Veränderlicher unterscheidet sich von dem anderer veränderlicher Sterne dadurch, dass sich die scheinbare Helligkeit abrupt und nicht periodisch ändert.

## Ausbruchsmechanismen
Der Lichtwechsel der eruptiv veränderlichen Sterne beruht hauptsächlich auf den folgenden physikalischen Mechanismen:
- Plötzlich einsetzende thermonukleare Prozesse wie zum Beispiel in Novae und Supernovae
- Erhöhter Materiefluss durch Akkretionsscheiben auf einem kompakten Stern, wobei die Akkretionsscheibe aufleuchtet, zum Beispiel bei Zwergnovae und FU-Orionis-Sternen
- Flares als Folge eines magnetischen Kurzschlusses in der Atmosphäre der Sterne, zum Beispiel bei UV-Ceti-Sternen
- Absorption und Reemission bei anderen Wellenlängen als Folge von ausgestoßener Materie, zum Beispiel bei Gamma-Cassiopeiae-Sternen

## Untergruppen
Die eruptiven Veränderlichen als Untergruppe der veränderlichen Sterne werden in die folgenden Klassen aufgeteilt:
- Novae sind enge Doppelsternsysteme mit Umlaufdauern zwischen 0,05 und 150 Tagen. Auf der Oberfläche des einen Partners in dem Doppelsternsystem, einem Weißen Zwerg, zündet eine thermonukleare Reaktion. Dies führt zu einem Anstieg der Helligkeit von 7 bis 19 mag innerhalb von Tagen. Die Helligkeit fällt langsam wieder auf die Helligkeit vor dem Ausbruch ab, was in einem Zeitraum von Monaten bis Jahrzehnten geschieht. Die Novae werden anhand der Geschwindigkeit des Helligkeitsabfalls in Unterklassen unterteilt.
- Bei den Rekurrierenden Novae wurde im historischen Zeitraum bereits mehr als ein Ausbruch aufgezeichnet.
- Supernovae erhöhen ihre Helligkeit im Rahmen eines Ausbruchs um 20 und mehr mag, um danach langsam abzufallen. Die Struktur des ausbrechenden Objektes ändert sich vollständig. Das Ergebnis kann ein Neutronenstern, Schwarzes Loch oder die vollständige Annihilation des Vorgängersterns sein. Bei den Ausbrüchen werden Radialgeschwindigkeiten von mehreren 1000 km/s beobachtet. Die ausgestoßene Hülle kann einige Jahrzehnte bis Jahrhunderte nach dem Ausbruch als Supernovaüberrest nachgewiesen werden.
- Zwergnovae sind enge Doppelsternsysteme bestehend aus einem späten Zwerg oder Unterriesen sowie einem Weißen Zwerg. Um den Weißen Zwerg befindet sich eine Akkretionsscheibe aus Material, das vom späten Begleiter transferiert wurde. Die Umlaufdauer in den Doppelsternsystemen liegen zwischen 0,05 und 0,5 Tagen. Der Lichtwechsel besteht aus diversen Komponenten und wird dominiert von Ausbrüchen, die in der Akkretionsscheibe lokalisiert sind.
- Novaähnliche Veränderliche sind meist wenig untersuchte Objekte, die zu einer der anderen Gruppen der kataklysmischen Veränderlichen gehören.
- Symbiotische Veränderliche bestehen aus einem heißen Stern (meistens einem Weißen Zwerg), einem Roten Riesen und einer ausgedehnten Hülle, die von dem heißen Stern zum Leuchten angeregt wird. Der Lichtwechsel besteht aus den folgenden Komponenten:
  - Eruptionen auf oder nahe dem Weißen Zwerg
  - langperiodischer Lichtwechsel des Roten Riesen
  - eventuell Bedeckungslichtwechsel und/oder Reflexionslichtwechsel mit der Periode der Umlaufdauer des Doppelsternsystems
- Der Lichtwechsel der FU-Orionis-Sterne besteht aus einem Anstieg um 6 mag in mehreren Monaten, einem Verbleiben bei der Maximalhelligkeit über Jahre und einem langsamen Absinken der Helligkeit über mehrere Jahrzehnte. Es handelt sich um junge Sterne, die vor und nach dem Ausbruch als T-Tauri-Sternen klassifiziert werden. Die Ursache des Ausbruchs ist ein Aufleuchten der Akkretionsscheibe um den Protostern.
- Gamma-Cassiopeiae-Sterne sind schnell rotierende Riesen mit einem Spektraltyp B mit Emissionslinien; es handelt sich um eine spezielle Untergruppe der Be-Sterne, die gleichzeitig zur Gruppe der "shell stars" gehören. Die Ausbrüche entstehen durch die Bildung einer Pseudophotosphäre in einem Ring um den Äquator des B-Sterns.
- R-Coronae-Borealis-Sterne sind wasserstoffarme, aber helium- und kohlenstoffreiche Riesen mit großer Leuchtkraft. Ihr Lichtwechsel ist charakterisiert durch tiefe Minima bis zu 9 mag. Sie werden auch Antinovae genannt. Der Lichtwechsel ist eine Folge von Rußwolken, die vom Stern in unregelmäßigen Abständen ausgestoßen werden.
- UV-Ceti-Sterne sind rote Zwergsterne mit Strahlungsausbrüchen (Flares) in der Art, wie sie auch die Sonne zu Zeiten hoher Aktivität zeigt. Bedingt durch die geringe Leuchtkraft des Zwergsterns kann ein Flare dessen Helligkeit jedoch um Größenordnungen ansteigen lassen.
- Die schnell unregelmäßigen Veränderlichen sind eine inhomogene Gruppe, bei denen eine Klassifikation anhand des Lichtwechsels nicht möglich ist. Diese Untergruppe enthält:
  - T-Tauri-Sterne
  - Junge Sterne mit einem nichtperiodischen Lichtwechsel, der an Algolsterne erinnert
  - Junge Sterne mit Flares ähnlich den Sonneneruptionen
  - Die YY-Orionis-Sterne ähnlich den T-Tauri-Sternen. Sie zeigen darüber hinaus Anzeichen von einer Akkretion von Materie auf der Sternoberfläche
  - Wenig untersuchte Sterne mit schnellem Lichtwechsel
- Die AM-Herculis-Sterne sind enge Doppelsternsysteme aufgebaut wie die Zwergnovae. Der Unterschied liegt in dem starken Magnetfeld des Weißen Zwergs, wodurch die Bildung einer Akkretionsscheibe unterdrückt wird und die Materie vom Begleiter direkt auf die Pole des Weißen Zwergs transferiert wird. Polare zeigen starke lineare und zirkulare Polarisation.
- Das Magnetfeld der nahverwandten DQ-Herculis-Sterne ist nicht stark genug, um die Bildung einer Akkretionsscheibe komplett zu unterdrücken. Es reicht aber aus, um die Akkretion auf die magnetischen Pole des Weißen Zwerges zu erzwingen und daher zeigen die DQ-Herculis-Sterne ebenfalls eine starke Polarisation.
- Bei den Wolf-Rayet-Sternen wird nur ein geringer Lichtwechsel beobachtet, der die Folge einer Veränderung von Pseudophotosphären ist, hervorgerufen von einem variablen Sternwind.
- Die RS-Canum-Venaticorum-Sterne sind enge Doppelsternsysteme mit chromosphärischer Aktivität in Form von Sternflecken, Flares und Kalziumlinien in Emission. Sie sind ebenfalls aufgrund der stellaren Aktivität Röntgenquellen.
- S-Doradus-Sterne werden auch Leuchtkräftige Blaue Veränderliche (LBV) genannt. Es handelt sich um sehr massereiche Sterne an der Grenze der Stabilität. Ein veränderlicher Sternwind hervorgerufen durch den Strahlungsdruck bildet Hüllen um den Stern, in denen Ultraviolettstrahlung absorbiert, die im Optischen wieder reemittiert wird. Die Ausbrüche können durch die enge Passage eines Begleiters ausgelöst werden.